# Sarom Unione Sportiva Ravenna 1960-1961
Questa pagina raccoglie le informazioni riguardanti la Sarom Unione Sportiva Ravenna nelle competizioni ufficiali della stagione 1960-1961.

## Stagione
Nella stagione 1960-1961 la Sarom Ravenna disputa il girone B del campionato di Serie C, un torneo a 18 squadre che prevede una promozione e due retrocessioni, con 33 punti in classifica si piazza in ottava posizione. Il torneo promuove in Serie B la Lucchese che lo vince con 49 punti, secondo il Cagliari con 45 punti, mentre retrocedono in Serie D il Viareggio con 28 punti e la Vis Pesaro con 23 punti.
La squadra giallorossa del presidente Gino Guccerelli, inizia il torneo con in panchina Baldo De Petrini, ma la partenza del campionato è difficoltosa, la prima vittoria arriva solo alla decima giornata, il 4 dicembre (1-0) alla Vis Pesaro, viene allora richiamato Domenico Bosi e con lui la squadra ravennate si riprende e disputa un torneo senza acuti, raggiungendo comunque il traguardo della salvezza, intruppata in un folto centro classifica. I migliori goleador stagionali sono Giorgio Bartolini, Alfio Bonizzoni e Giuseppe Poggio con 8 reti realizzate a testa.

## Rosa
| N. |                   | Ruolo | Calciatore        |
| -- | ----------------- | ----- | ----------------- |
|    | Italia (bandiera) | C     | Giorgio Bartolini |
|    | Italia (bandiera) | P     | Renato Bellinelli |
|    | Italia (bandiera) | A     | Alfio Bonizzoni   |
|    | Italia (bandiera) | C     | Luciano Borca     |
|    | Italia (bandiera) | D     | Amerigo Curti     |
|    | Italia (bandiera) | C     | Luigi Da Passano  |
|    | Italia (bandiera) | C     | Luciano Falsiroli |
|    | Italia (bandiera) | D     | Aldo Monardi      |
|    | Italia (bandiera) | P     | Pino Gimelli      |
|    | Italia (bandiera) | D     | Giampiero Mariani |

| N. |                   | Ruolo | Calciatore            |
| -- | ----------------- | ----- | --------------------- |
|    | Italia (bandiera) | A     | Giuseppe Poggio       |
|    | Italia (bandiera) | C     | Camillo Rizzo         |
|    | Italia (bandiera) | A     | Gianfranco Rossi (II) |
|    | Italia (bandiera) | C     | Giuliano Saporetti    |
|    | Italia (bandiera) | C     | Dario Stolfa          |
|    | Italia (bandiera) | A     | Giuseppe Taddei       |
|    | Italia (bandiera) | C     | Gianfranco Trombini   |
|    | Italia (bandiera) | D     | Paolo Vaini           |
|    | Italia (bandiera) | C     | Giuliano Villa        |
|    | Italia (bandiera) | D     | Antonio Zani          |

## Risultati

### Girone di andata
| Arbitro: | Marengo (Chiavari) |

|             |           |  |
| Bassetto 9’ | Marcatori |  |

| Arbitro: | Gioggi (Roma) |

|                          |           |              |
| Tassinari 7’ Morelli 22’ | Marcatori | 4’ Bonizzoni |

| Arbitro: | Soravia (Ancona) |

|               |           |              |
| Bonizzoni 35’ | Marcatori | 19’ Barbieri |

| Arbitro: | Olivati (Genova) |

|                        |           |                              |
| Martini 35’ Zorzan 36’ | Marcatori | 67’ Da Passano 72’ Bonizzoni |

| Arbitro: | Barolo (Noale) |

|  |           |                           |
|  | Marcatori | 49’ Rossi 60’ (aut.) Zani |

| Ravenna 30 ottobre 1960 6ª giornata | Sarom Ravenna      | 0 – 0 | Torres | Stadio della Darsena\| Arbitro: \| Facchini (Firenze) \| |
| Arbitro:                            | Facchini (Firenze) |       |        |                                                          |

| Arbitro: | Magrini (Venezia) |

|                                          |           |            |
| Bertoni 6’ Cottignola 35’ Uxa 39’ (rig.) | Marcatori | 15’ Poggio |

| Arbitro: | Bellotto (Pordenone) |

|           |           |               |
| Rizzo 76’ | Marcatori | 29’ Simoncini |

| Arbitro: | Caporali (Cremona) |

|                        |           |            |
| Govoni 65’ Bianchi 70’ | Marcatori | 10’ Poggio |

| Arbitro: | Torcini (Firenze) |

|               |           |  |
| Bonizzoni 23’ | Marcatori |  |

| Arbitro: | Vatteone (Imperia) |

|                          |           |  |
| Taddei 65’ Bonizzoni 76’ | Marcatori |  |

| Arbitro: | Schinetti (Brescia) |

|                |           |               |
| Miserocchi 39’ | Marcatori | 42’ Saporetti |

| Arbitro: | Orlando (Bergamo) |

|               |           |  |
| Bonizzoni 40’ | Marcatori |  |

| Arbitro: | Paciello (Foggia) |

|                                            |           |  |
| Selmo 50’ Brunelli 59’ Trevisan 88’ (rig.) | Marcatori |  |

| Arbitro: | Zanchi (Mestre) |

|                          |           |            |
| Taddei 16’ Bonizzoni 28’ | Marcatori | 5’ Novelli |

| Arbitro: | Cipparone (Cosenza) |

|              |           |            |
| Zucchini 13’ | Marcatori | 31’ Poggio |

| Arbitro: | Cadel (Mestre) |

|                           |           |                                |
| Poggio 8’ Taddei 16’, 33’ | Marcatori | 68’ (aut.) Vaini 70’ Voltolina |

### Girone di ritorno
| Arbitro: | Rimoldi (Milano) |

|               |           |                           |
| Bonizzoni 88’ | Marcatori | 4’ Mantovani 31’ Mannucci |

| Arbitro: | Prandstraller (Mestre) |

|              |           |  |
| Saporetti 6’ | Marcatori |  |

| Pisa 19 febbraio 1961 20ª giornata | Pisa            | 0 – 0 | Sarom Ravenna | Stadio Arena Garibaldi\| Arbitro: \| Di Laura (Roma) \| |
| Arbitro:                           | Di Laura (Roma) |       |               |                                                         |

| Arbitro: | Marchiori (Padova) |

|                         |           |                         |
| Bartolini 41’, 51’, 71’ | Marcatori | 30’ Martini 77’ Magrini |

| Arbitro: | Negri (Monza) |

|           |           |  |
| Rossi 39’ | Marcatori |  |

| Arbitro: | Fratti (Mantova) |

|                        |           |                 |
| Travison 40’ Lepri 88’ | Marcatori | 51’, 77’ Taddei |

| Arbitro: | Baldassarre (Udine) |

|                             |           |             |
| Bartolini 46’ Falsiroli 53’ | Marcatori | 68’ Ronconi |

| Arbitro: | Anzano (Napoli) |

|                    |           |  |
| Torriglia 37’, 66’ | Marcatori |  |

| Arbitro: | Gandiolo (Alessandria) |

|                                    |           |           |
| Poggio 20’ Borca 30’ Bartolini 64’ | Marcatori | 70’ Orazi |

| Arbitro: | Pignatta (Torino) |

|                        |           |                          |
| Bortolon 14’ Cabas 87’ | Marcatori | 31’ Poggio 34’ Bartolini |

| Arbitro: | Lombardini (Firenze) |

|              |           |  |
| Bonciani 62’ | Marcatori |  |

| Ravenna 23 aprile 1961 29ª giornata | Sarom Ravenna        | 0 – 0 | Anconitana | Stadio della Darsena\| Arbitro: \| Ciapparone (Cosenza) \| |
| Arbitro:                            | Ciapparone (Cosenza) |       |            |                                                            |

| Arbitro: | Schinetti (Brescia) |

|          |           |                                    |
| Lodi 64’ | Marcatori | 30’ Bartolini 63’ Taddei 82’ Rizzo |

| Arbitro: | Siboni (Piacenza) |

|                          |           |                   |
| Bartolini 54’ Poggio 84’ | Marcatori | 74’ (aut.) Stolfa |

| Arbitro: | Riva (Cagliari) |

|                           |           |  |
| Baldini 67’ Bernardis 82’ | Marcatori |  |

| Arbitro: | Orlando (Bergamo) |

|  |           |                         |
|  | Marcatori | 3’ Baroncini 33’ Frilli |

| Arbitro: | Barolo (Noale) |

|                   |           |            |
| Burini 54’ (rig.) | Marcatori | 44’ Poggio |